# Alièze
Alièze ist eine Gemeinde im französischen Département Jura in der Region Bourgogne-Franche-Comté. Sie gehört zum Arrondissement Lons-le-Saunier und zum Kanton Moirans-en-Montagne. 
Die Nachbargemeinden sind im Uhrzeigersinn Vernantois, Saint-Maur, Poids-de-Fiole, Marnézia, Dompierre-sur-Mont, Présilly, Reithouse, La Chailleuse und Courbette.

## Bevölkerungsentwicklung
| Jahr                       | 1962 | 1968 | 1975 | 1982 | 1990 | 1999 | 2008 | 2017 |
| Einwohner                  | 132  | 115  | 95   | 121  | 131  | 144  | 153  | 153  |
| Quellen: Cassini und INSEE |      |      |      |      |      |      |      |      |

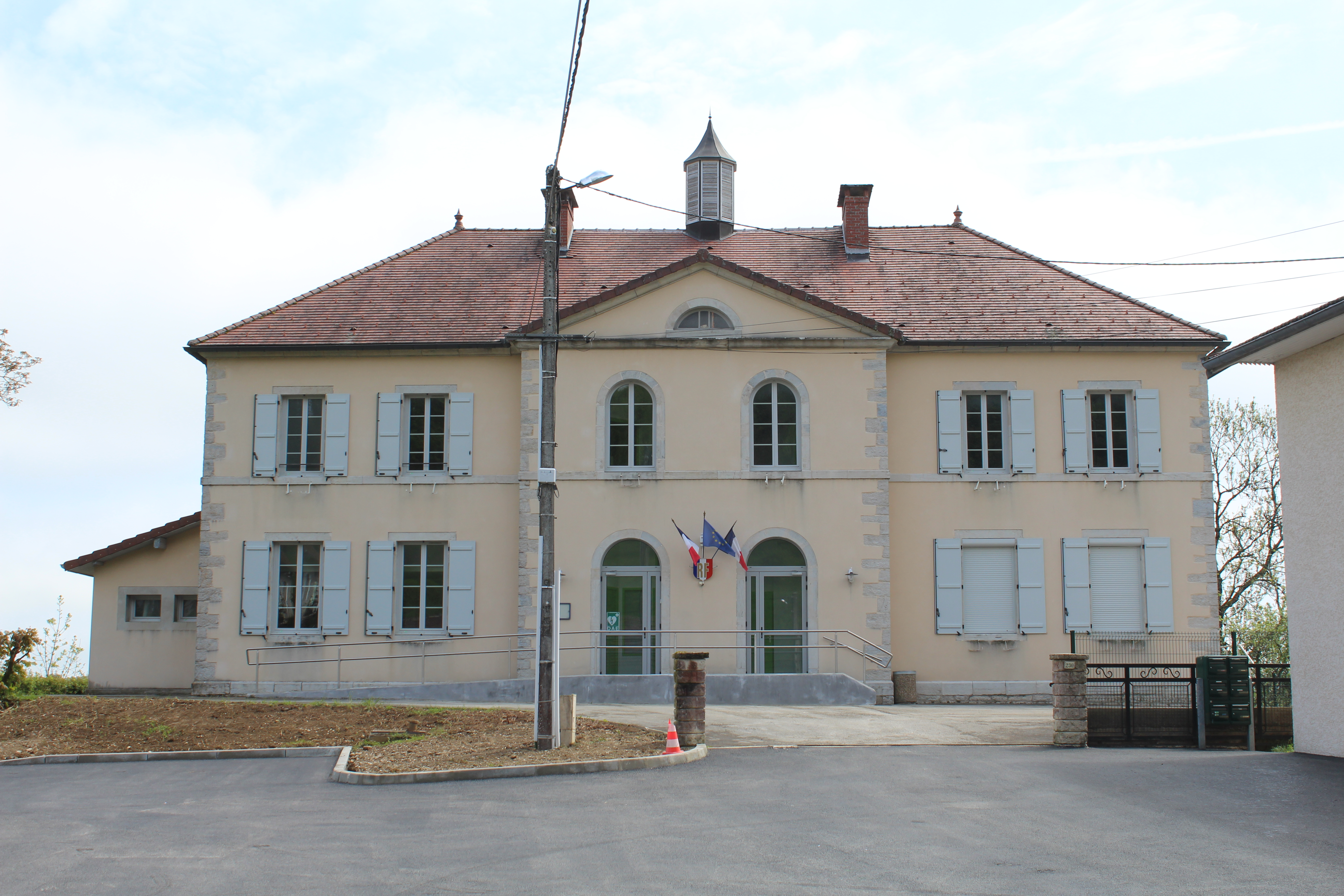
Mairie Alièze
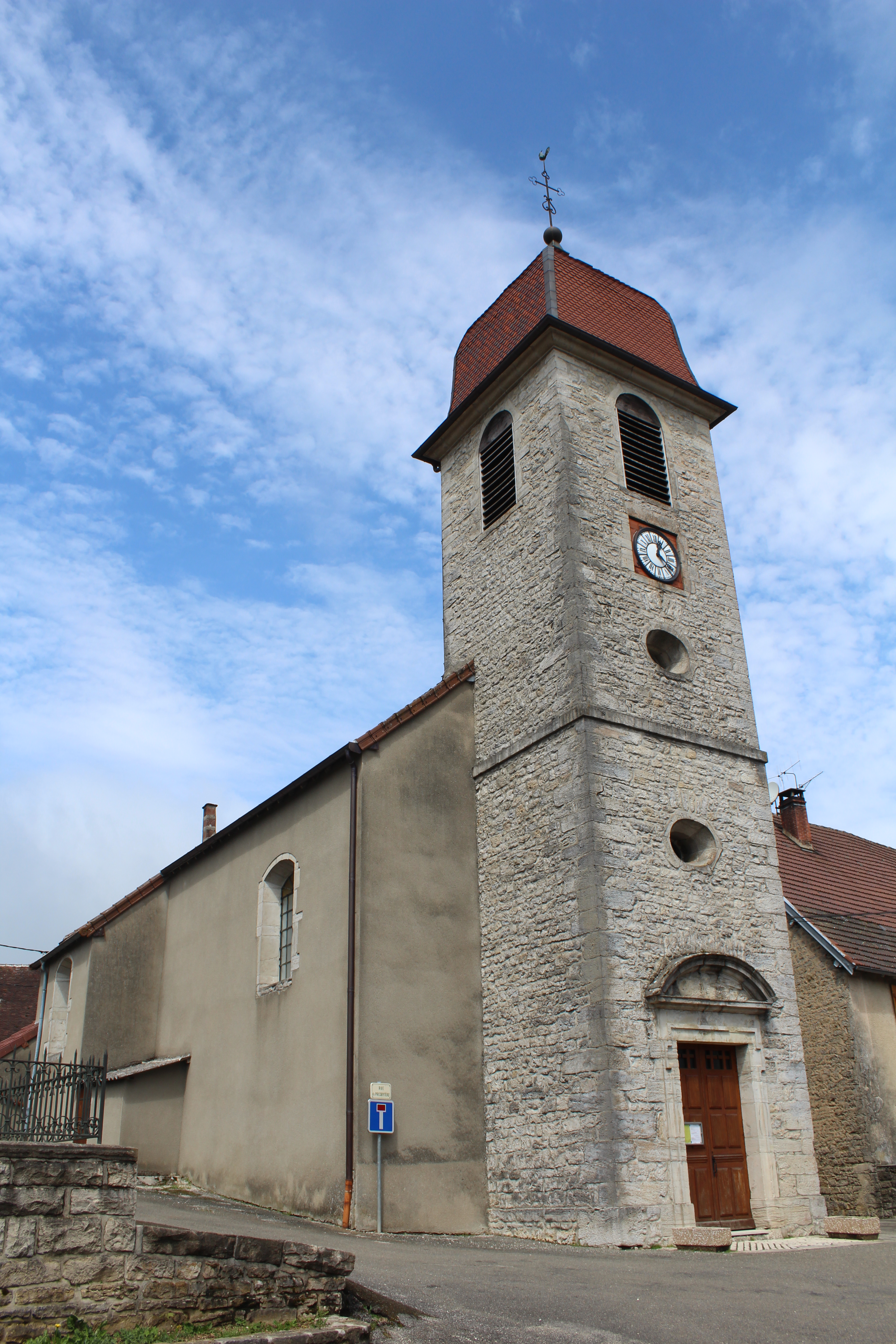
Kirche Saint-Jean-Baptiste